# Harry Bloom
Harry Saul Bloom, född 1 januari 1913 i Johannesburg, död 28 juli 1981 i Canterbury i Kent, var en sydafrikansk journalist, författare och politisk aktivist. Han var utbildad vid University of the Witwatersrand. 
Blooms första roman var Episode (1956), vilken vid senare tryckning fick titeln Episode in Transvaal. Boken, som är en berättelse om ett uppror i den fiktiva förstaden Nelstroom i efterdyningarna av 1952-1953 års African National Congress, förbjöds av den Sydafrikanska regeringen för att vara farlig för statens säkerhet. Romanen vann Author's Club First Novel Award 1956, men Bloom nekades utresetillstånd för att resa till England och ta emot priset. Bloom arbetade med Nelson Mandela och satt även han fängslad. 
Bloom skrev sin andra roman, Whittaker's Wife (1962) medan han avtjänade ett tremånaders fängelsestraff. Han skrev även manus till musikalen King Kong: An African Jazz Opera (1961), en tragedi om en svart boxare från gettot.
1963 deporterades han till England. 1965 blev han professor i juridik vid University of Kent, där han arbetade fram till 1974. Han gifte sig med Sonia Copeland, som hade två barn sedan tidigare, Samantha Bloom och Orlando Bloom. 
Bloom dog av slaganfall 1981 i en ålder av 68 år.